# 瑪莉有隻小綿羊
瑪莉有隻小綿羊是19世紀美國的英語童謠。

## 背景
瑪莉有隻小綿羊由波士頓出版公司出版首次面世。此歌原為1830年5月24日薩拉·黑爾的一首詩，此詩是被一個真實事件啟發。直至1876年，70歲的瑪麗·泰勒聲明自身是歌曲中的主角。